# Верхоянськ
Верхоя́нськ (якут. Верхоянскай) — місто у Верхоянському улусі Якутії, на правому березі річки Яна, за 92 км на північний захід від адміністративного центру улусу — Батагая.
Населення — 1212 осіб (2013). Верхоянськ — один з найменших населених пунктів у Росії, що мають статус міста, за оцінкою Росстату на 1 січня 2010 роки лише 2 міста — Магас та Чекалін поступалися йому за чисельністю.
Утворює міське поселення «Верхоянськ».
Верхоянськ — одне з найхолодшіших місць на Землі та найхолодніше місто в світі. Найнижча температура −69,8 °C була зареєстрована тут у лютому 1892 року. Верхоянськ часто називають Полюсом холоду північної півкулі.
Однак, хоча офіційно статус Полюса холоду відданий Верхоянську, суперечки про статус ведуться між ним і Оймяконом дотепер.

## Історія
Заснований в 1638 як козацьке зимовище Посник Івановим.
У Верхоянськ відправляли політичних засланців. Першим сюди був висланий учасник польського повстання 1863 року поет Вікентій Пужіцкій. Також відбували тут заслання декабрист С. Г. Краснокутський, учасник революційного руху 1860-х рр.. І. А. Худяков, польський революціонер, етнограф Вацлав Серошевський, революціонери П. І. Войноральський, І. В. Бабушкін, В. П. Ногін.

## Економіка
Основна галузь — сільське господарство (скотарство, конярство, оленярство), а також хутровий промисел.
Господарський центр лісопромислового пункту.
Річкова пристань.

## Клімат
Місто розташоване поблизу кордону помірного та субарктичного поясів. Зима екстремально холодна, суха і тривала, літо коротке, але тепле та відносно сухе (бувають і спекотні періоди), хоча бувають і різкі похолодання. Місто з найбільшою різницею максимальної та мінімальної температур. Опадів випадає мало — 150–200 мм (порівняно з кількістю опадів у пустелях). Заморозки можливі цілий рік, включаючи та літо.
- Середньорічна температура — −14,5 °
- Середньорічна швидкість вітру — 1,4 м/с
- Середньорічна вологість повітря — 69%

| Клімат                                     | Клімат | Клімат | Клімат | Клімат | Клімат | Клімат | Клімат | Клімат | Клімат | Клімат | Клімат | Клімат | Клімат |
| Показник                                   | Січ.   | Лют.   | Бер.   | Квіт.  | Трав.  | Черв.  | Лип.   | Серп.  | Вер.   | Жовт.  | Лист.  | Груд.  | Рік    |
| Абсолютний максимум, °C                    | −15    | −9     | −4     | −2     | −1     | 3      | 5      | −1     | −23    | −45    | −67    | −93    | 37,3   |
| Середній максимум, °C                      | −20    | −17    | −15    | −13    | −10    | −5     | −2     | −7     | −39    | −57    | −89    | −156   | −8,7   |
| Середня температура, °C                    | −55    | −51    | −46    | −44    | −32    | −29    | −24    | −36    | −59    | −97    | −178   | −201   | −14,5  |
| Середній мінімум, °C                       | −90    | −86    | −83    | −61    | −53    | −45    | −41    | −47    | −58    | −79    | −208   | −256   | −20,1  |
| Абсолютний мінімум, °C                     | −150   | −143   | −137   | −126   | −114   | −92    | −83    | −97    | −158   | −202   | −267   | −271   | −67,8  |
| Середня кількість сонячних годин на місяць | 6      | 84     | 219    | 280    | 309    | 354    | 327    | 219    | 132    | 84     | 26     | 1      | 2041   |
| Норма опадів, мм                           | 1126   | 1093   | 1023   | 998    | 952    | 876    | 854    | 995    | 1357   | 1923   | 2366   | 5667   | 19273  |
| Днів з опадами                             | 2      | 1      | 1      | 1      | 3      | 9      | 7      | 5,7    | 23     | 26     | 23     | 21     | 44,2   |
| Днів зі снігом                             | 30     | 27     | 25     | 23     | 22     | 21     | 21     | 20     | 30     | 31     | 30     | 31     |        |
| Вологість повітря, %                       | 95     | 94     | 92     | 87     | 83     | 81     | 89     | 90     | 97     | 97     | 87     | 61     | 73     |
| ------------------------------------------ | ------ | ------ | ------ | ------ | ------ | ------ | ------ | ------ | ------ | ------ | ------ | ------ | ------ |
| Джерело: Погода и Климат та NOAA           |        |        |        |        |        |        |        |        |        |        |        |        |        |

## Абсолютний мінімум температури

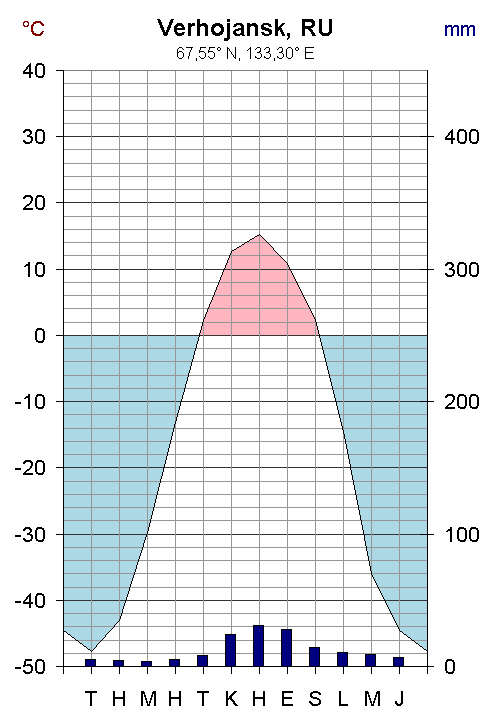

15 січня 1885 у Верхоянську політичним засланцем С. Ф. Ковалик на обладнаній О. А. Бунге, керівником експедиції Російської академії наук, метеорологічній станції була зареєстрована мінімальна температура повітря, що дорівнює -67,1 °C. Але в лютому 1892 у Верхоянську була зареєстрована ще нижча температура -69,8 °C. Проте в журналах спостерігача була виявлена помилка при введенні поправки на температуру величиною в 2,2 ° C, ця помилка була виправлена, і найнижчою температурою у Верхоянську вважається -67,6 °C.
2005 року відкрита меморіальна дошка на честь 120-річчя (тобто з 1885 року) реєстрації абсолютного мінімуму температури в північній півкулі.